# Холодный потолок
Холодный потолок — это один из подходов к охлаждению помещений без использования кондиционеров. Представляет собой альтернативу традиционным системам кондиционирования помещений представляющих сплит-системы. Холодный потолок использует принцип теплообмена между теплыми предметами в помещении и холодной водой в капиллярных матах на потолке за счёт конвекции и теплового излучения.
Главным элементом системы холодных потолков являются капиллярные маты, состоящие из тонких полипропиленовых трубок, собранных в единое полотно с шагом в 1-2 см. Капиллярно-трубчатые маты укладывается в штукатурку, бетон или металлические кассеты. Капиллярные маты холодного потолка подключаются к гидравлическому контуру, по которому циркулирует охлажденная чиллером вода. Воду можно охлаждать чиллером или другим источником холода, например, грунтовым геотермальным коллектором, геотермальным тепловым насосом.
Подобные системы охлаждения используют воздух в помещении как промежуточный теплоноситель. Теплообмен между поверхностью, в которую вмонтированы капиллярные маты холодных потолков, и человеком происходит за счёт теплообмена холодного потолка и воздуха в помещении без конвекции воздуха. Однако, большая охлаждаемая/нагреваемая площадь (потолок) позволяет отказаться от принудительного перемещения воздуха вентилятором или др. При этом, скорость движения воздушных потоков незначительна, и охлаждённый воздух в помещении перемещается естественно, что исключает образование сквозняков. Но при этом сам процесс охлаждения протекает очень медленно, из-за малой теплопроводности воздуха. В отличие от кондиционеров, такой "процесс без сквозняков" может длиться часами или даже сутками, чтобы достичь заданной температуры помещения.
Капиллярно-трубчатые системы могут использоваться в стенах и на любых изогнутых поверхностях (арках, сводах и пр.). Также, капиллярные маты применяются для тёплых полов. Холодные потолки могут работать как на охлаждение летом, так и на обогрев в зимний период.
Появление конденсата на холодном потолке или его намокание может быть исключено за счет:
- Использования в системе воды с температурой выше точки росы для местного климата;
- Использование датчиков «точки росы», которые отключают систему в случае резкого повышения влажности в помещении.

История создания
Создание системы охлаждения и обогрева помещений на основе капиллярных матов взяло свое начало с 1969 года. Немецкий физик Доктор Вальтер Хербст основал в Берлине компанию «R&D of Herbst AG», которая занималась проектированием и установкой воздушных систем кондиционирования и отопления. К 1990 году она насчитывала около 800 работников и являлась самой крупной климатической компанией в Берлине. Работая в компании отца, инженер-изобретатель Дональд Хербст занимался разработкой инновационных энергосберегающих экологичных климатических систем, и в 1970-х годах изобрел и запатентовал ряд полезных технологических решений для отопления и кондиционирования промышленных зданий. Например, использование рекуперации тепла для приточно-вытяжных установок с переменным расходом воздуха (1975) и электронный контроллер для систем кондиционирования заводов (1978).
В 1982 году Дональдом Хербстом была изобретена система поверхностного потолочного охлаждения на основе гибких капиллярных трубок. Он вышел из компании отца и основал собственную — «KaRo» — в 1986 году, назвав компанию «KApillar-ROhr» — что в переводе с немецкого языка означает «капиллярная трубка». Компания «KaRo» стала разработчиком и производителем капиллярных матов для потолочного охлаждения зданий любого назначения. Компания выбрала своей стратегией развития подбор квалифицированных специалистов HVAC по всему миру для продвижения инновационной системы охлаждения при помощи капиллярных матов среди профессионалов в области инженерных систем.
В 1994 году руководство отдела продаж компании «KaRo» приняло решение отступить от международной стратегии продвижения технологии среди профессиональных инсталляторов и основать свою собственную компанию «Clina Heiz- und Kühlelemente GmbH», которая бы занялась открытием торговых представительств в других странах. Изобретатель и его последователи не одобрили данного рискованного коммерческого решения, но отдали некоторые права на использование разработок Дональда Хербста тех лет. Компания «Clina» по сей день следует данной коммерческой стратегии и развивает международные рынки, в том числе в России с 2004 года.
В 1996 году компания «KaRo» начала слияние с компанией «BEKA Heiz- und Kühlmatten GmbH», Вальтер Хербст и изобретатель Дональд Хербст вошли в состав директоров и держателей акций компании, Дональд и по сей день продолжает работать в отделе разработок и внедрения инновационных продуктов компании. К 2008 году «BEKA» выкупила большую часть патентов на изобретения Дональда Хербста (всего их 20) и бренд «KaRo», а с 2009 года BEKA начала работать и в России.